# Marienhagen (Wiehl)

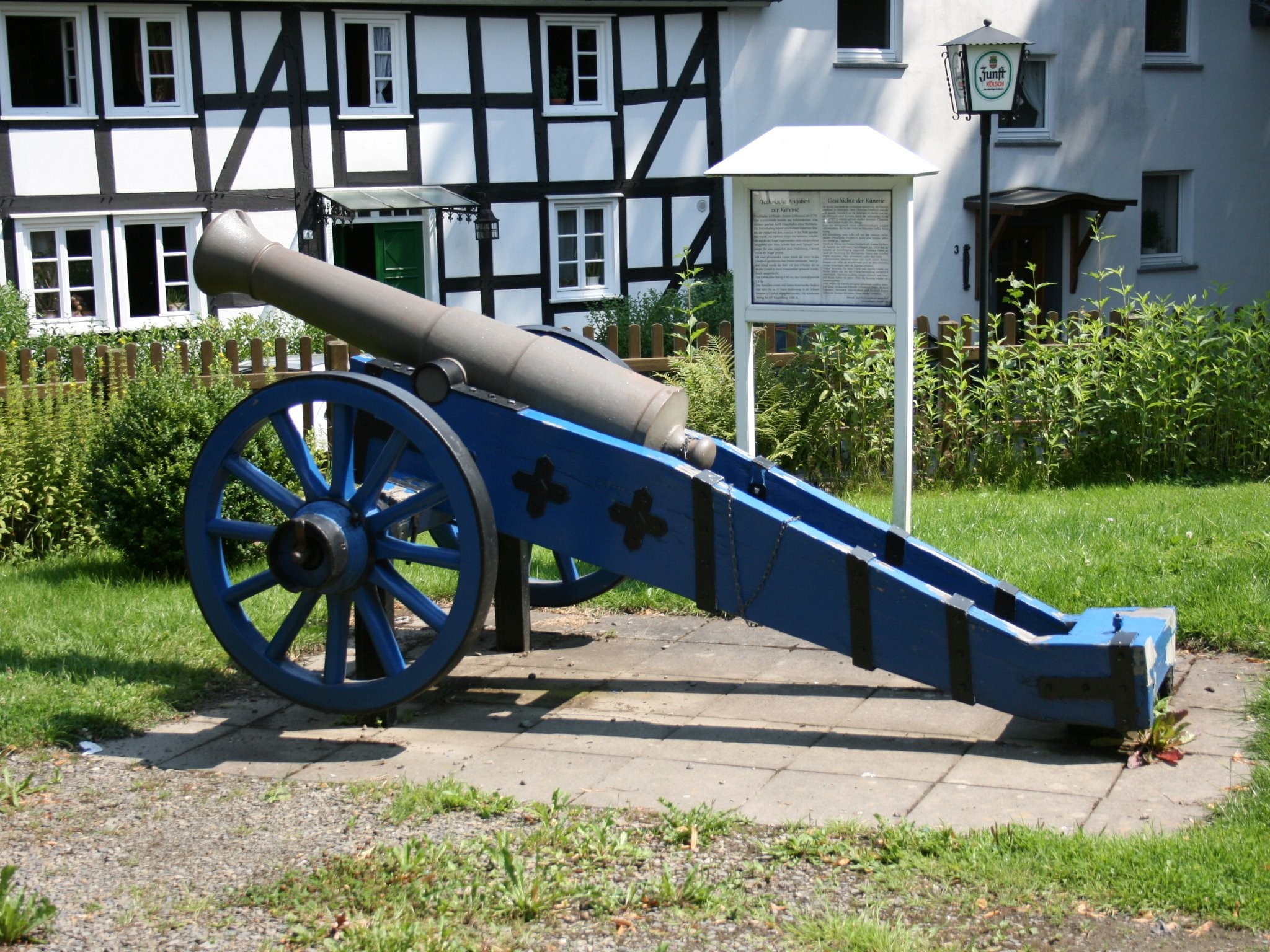
Historische Kanone beim Gasthof

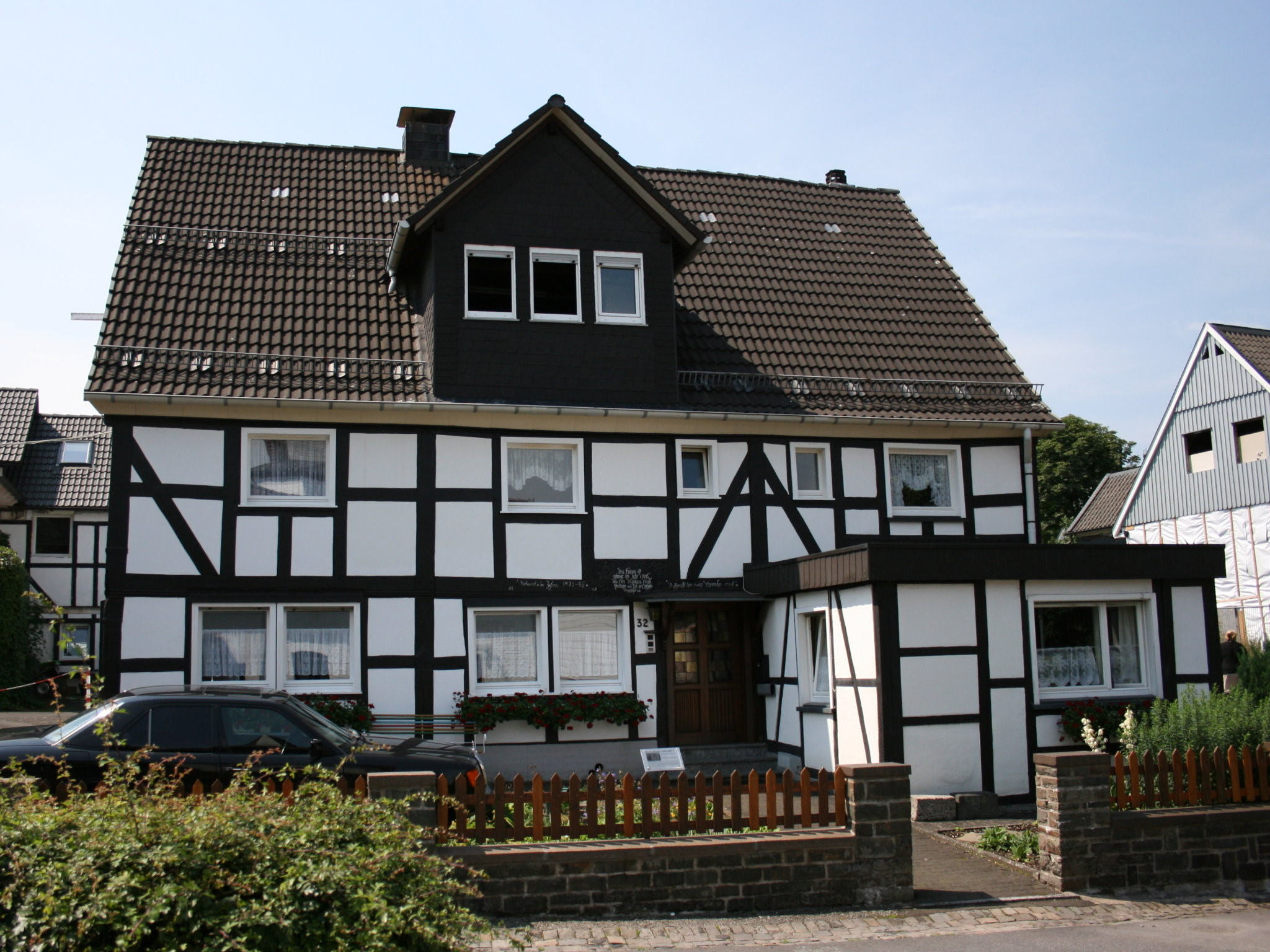
Eines von vielen sehr gepflegten Bergischen Fachwerkhäusern

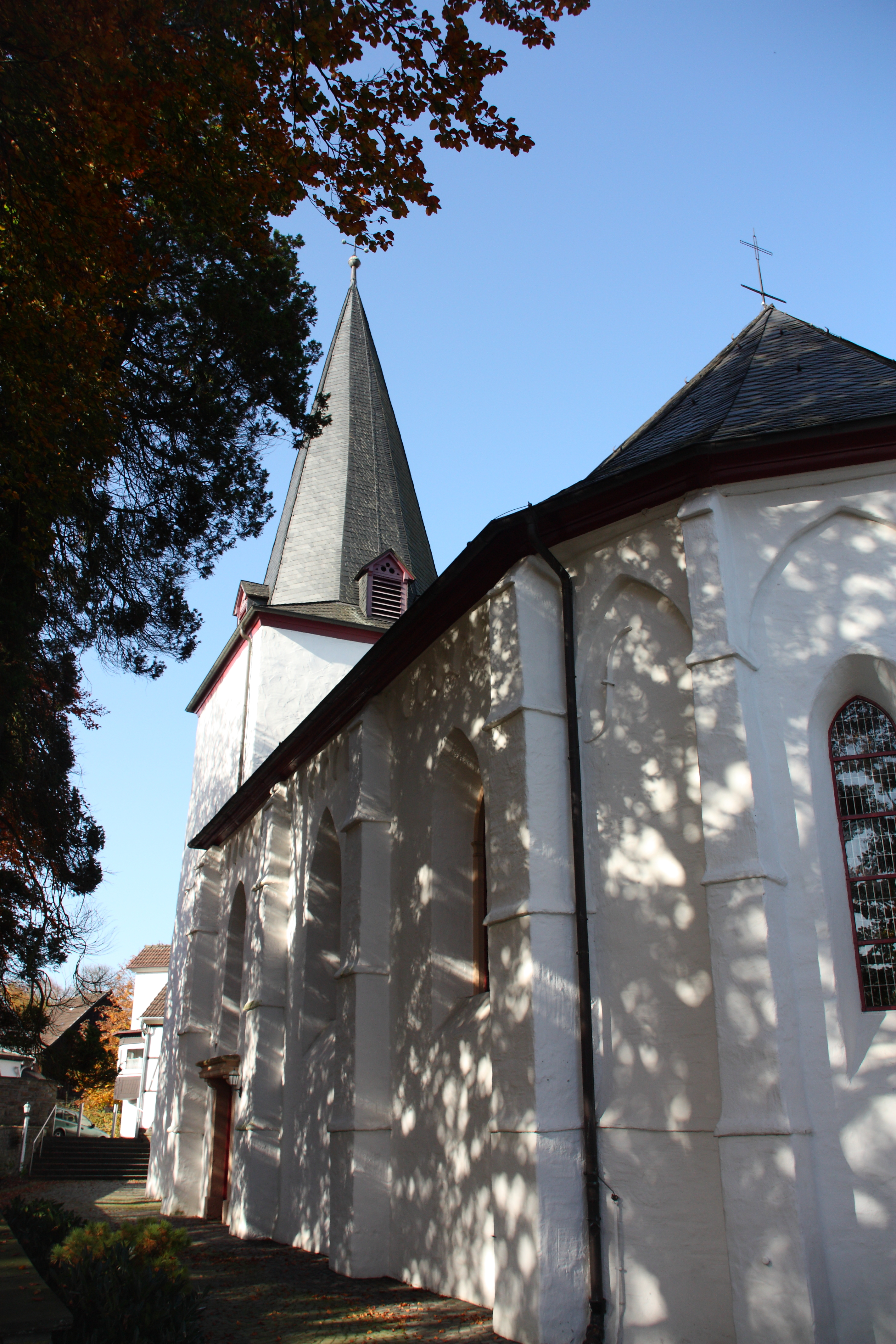
Ev. Kirche in Marienhagen

Marienhagen ist eine Ortschaft der Stadt Wiehl im Oberbergischen Kreis im Regierungsbezirk Köln in Nordrhein-Westfalen.

## Lage und Beschreibung
Der Ort liegt etwa 4 km nordöstlich von der Ortsmitte Wiehl entfernt an der Kreuzung der Kreisstraße 52 und der Landesstraße 145. Die benachbarten Ortschaften sind Alferzhagen und Merkausen. Marienhagen liegt nördlich der Bundesautobahn 4.

## Geschichte
Die Ortsgeschichte ist eng verbunden mit dem 1113 gegründeten geistlichen Johanniterorden. Mit Zustimmung und Förderung der weltlichen Herren wurde in der Mitte des 14. Jahrhunderts von Herrenstrunden aus eine Kommende in Marienhagen gegründet. Die Kölner Kirche schenkte lange, waldbedeckte Landstreifen an den Nordhängen der Bäche um Marienhagen. Von den Kenntnissen der Johanniter in der Bodenbewirtschaftung versprach man sich eine wirtschaftliche und kulturelle Belebung der damals noch recht öden und unwirtlichen Gegend. Als Nebenerwerb für die in ärmlichen Verhältnissen lebenden Menschen vermittelten die Ordensbrüder ihnen die Fertigkeiten zum Weben von Wolldecken; daneben widmeten sie sich der Fischzucht, besonders im benachbarten Alpetal bei Koppelweide.
1330 wurde der Ville Marienhagen Marktrecht verliehen; freilich blieb der Marktflecken als Handels- und Verteilungszentrum für die umliegenden Höfe nur von lokaler Bedeutung.
Bis ins 16. Jahrhundert reichte die Blütezeit des Ordenshauses, dessen Einfluss sich ins Aggertal und weit in den Bereich der heutigen Gemeinde Reichshof erstreckte. 1569 wurde die Niederlassung Marienhagen aufgegeben.
In der Landsteuerliste von 1555 wird Zu mergenhaiche geführt. 1580 werden im Futterhaferzettel der Herrschaft Homburg für den Ort Mergenhaenn als Abgabepflichtige 13 Bergische Untertanen sowie der Commenthur Her Heinrich benannt (Komtur = Ordensritter, nach anderer Lesart ist der Pfarrer gemeint).
1879 aus dem Vierteljahresbericht des Wiehler Bürgermeisters:

„Im Besonderen erlaube ich mir mit Bezug auf die Hohe Cirkulairverfügung vom 16. April c gehorsamst zu berichten, dass in meinem Amtsbezirke sich keine Brennereien mehr befinden. Dagegen findet der Brantweingenuß namentlich in der Schulgemeinde Marienhagen in einem starken Umfange statt, was aus der Beschäftigung der meisten jungen Leute als Pflasterer und Maurer entsteht. Im Dorfe Marienhagen sind allein 6 Wirtschaften, die weit über das Bedürfnis gehen, ich würde es freudig begrüßen, wenn die propretirte Gesetzgebung Mittel böte, dieselben theilweise zu unterdrücken. Daß auswärtige Brennereien Ladungen ihres Fabrikates hinter sich her führen und Hausirhandel damit treiben, habe ich seither nicht wahrgenommen, event. würde ich strengstens dagegen einschreiten.“

1980 wurde die 650-Jahr-Feier mit einem mittelalterlichen Bauernmarkt, volkstümlichen Umzügen und Brauchtumsvorführungen begangen. Der Backes (dörfliches Backhaus) wurde wiederhergestellt und in Betrieb genommen.
Im bundesweit ausgetragenen Wettbewerb „Unser Dorf soll schöner werden“ wurde Marienhagen 1971 Bundessieger (Golddorf).
Bei der 675. Wiederkehr der Marktrechte 2005 tauchte der Ort, u. a. mit einem volkstümlichen Festumzug, ins Mittelalter zurück.

## Kirche
Die Evangelische Kirche in der Ortsmitte zählt trotz ihrer schlichten Gestaltung zu den mittelalterlichen Bauwerken hier zu Lande; der massive Westturm stammt aus dem 13. Jahrhundert.
Ihm fügte der Johanniterorden um das Jahr 1300, nachdem die baufällige alte Kapelle abgebrochen war, ein neues Kirchenschiff in frühgotischem Stil hinzu.
Als die Reformation um Marienhagen Eingang fand, wurde die Raumaufteilung verändert. Ein geschnitzter Balken nennt die Jahreszahl 1630.
Eine einschneidende Veränderung ergab sich im Kirchspiel 1604 durch den Siegburger Vertrag. Dieser setzte neue feste Grenzen zwischen dem „Homburgischen“ und „Windeck“. Sie wurden gesteckt und bestehen im Wesentlichen noch heute, auch wenn die Kreise Gummersbach und Waldbröl längst im Oberbergischen Kreis aufgegangen sind.
Durch diese Grenzziehung wurde das Kirchspiel Marienhagen zerschnitten. Der westliche kleine Teil fiel ins Homburgische, während die übrigen Teile, die östlich der neuen Grenze lagen (von Oberderschlag über Alpe, Freckhausen und Sotterbach bis Biberstein), dem Amt Windeck und damit dem Kirchspiel Eckenhagen zugeteilt wurden. Alle Eingaben der Vertreter der Aggerhöfe, in denen sie baten, bei Marienhagen bleiben zu dürfen, wurden abgelehnt. Sie verfolgten aber weiter hartnäckig ihr Ziel. 1886 verfügte das Königliche Konsistorium zu Koblenz die zum Kirchspiel Eckenhagen gehörigen, in der Gemeinde Denklingen gelegenen Ortschaften Freckhausen, Merkausen, Seifen, Mühlenschlade, Ohlhagen, Hütte, Marienhagener Mühle und Ahe mit der Kirchengemeinde Marienhagen zu vereinigen.
Die Kirche wird mundartlich, wenn auch zu den Bunten Kerken zählend, nicht „Kerke“, sondern „Bunte Kirche“ genannt (auch „Johanniter-Kirche“). Im Innern wurden frühgotische Fresken, in der calvinistischen Reformationsperiode im 17. Jahrhundert übertüncht, erst 1907 bei Bauarbeiten wiederentdeckt. Die in Marienhagen befindliche Bunte Kerke gehört zu der Aktion „Offene Kirchen“ im Rheinland.
Der Platz um das Gotteshaus diente lange Jahrhunderte als Friedhof. Nach 1912 wurde er zur Anlage umgestaltet.

## Wirtschaft und Industrie
Ortsnahes Gewerbegebiet mit zahlreichen Arbeitsplätzen. Das Gewerbegebiet Marienhagen ist 28 ha groß. Es liegt etwa 5 km von der Anschlussstelle 25 (Gummersbach) der A 4 entfernt und ist über die Kreisstraße 52 zu erreichen.

## Freizeit

### Wander- und Radwege

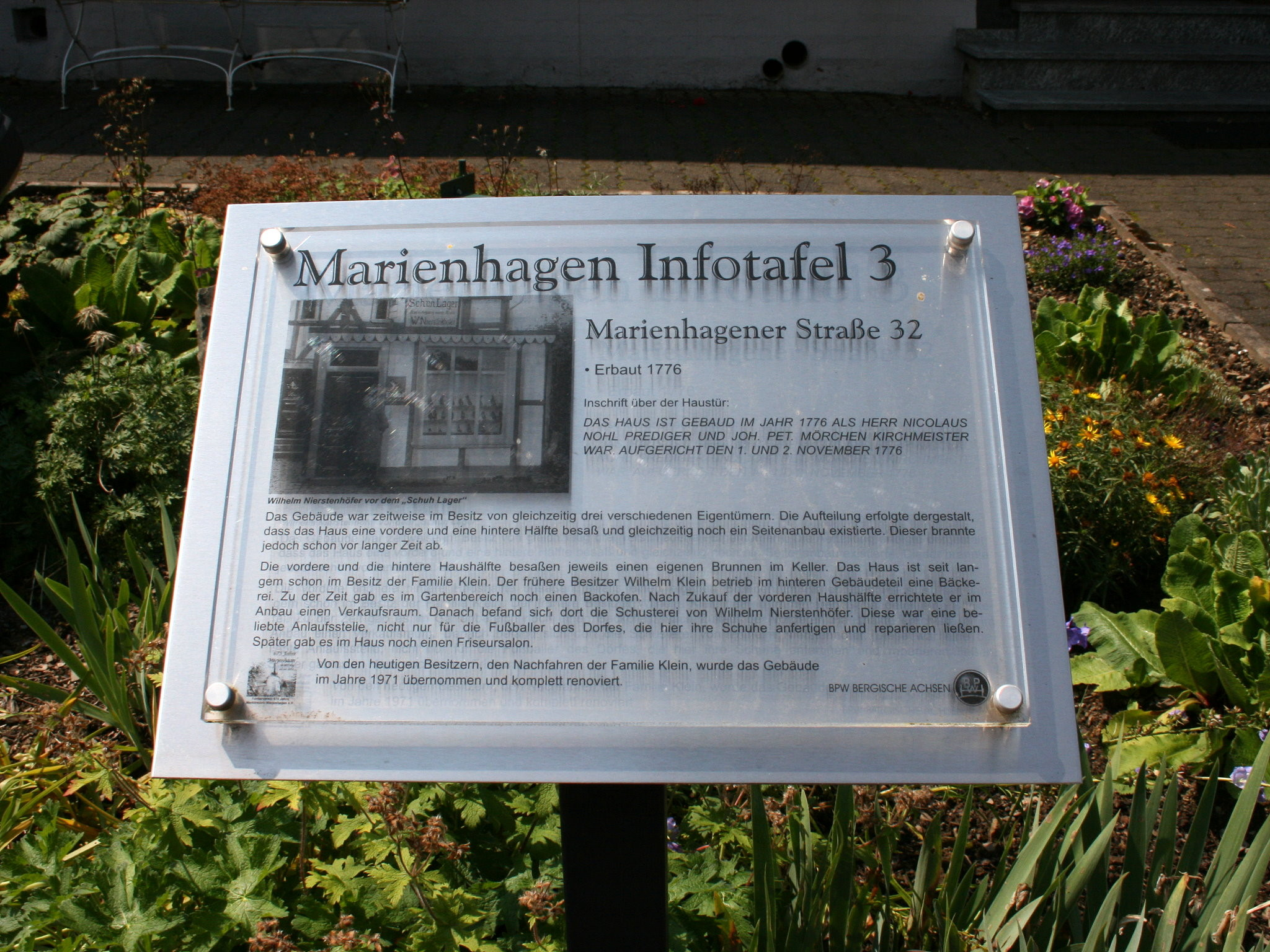
Ein Rundwanderweg mit 24 solcher Infotafeln führt durch den Ort

- Die Hauptwanderstrecke X11 des Sauerländischen Gebirgsvereins, Lenne-Sieg-Weg genannt, durchläuft die Ortschaft.
- Der Bezirkswanderweg 2 des Sauerländischen Gebirgsvereins von Auf dem Dümpel nach Engelskirchen durchläuft die Ortschaft.
- Die Ortsrundwanderwege A1, A2 und A3 haben in Marienhagen ihren Ausgangspunkt.
- Der historische Rundwanderweg um Marienhagen führt an den historischen Orten der Umgebung vorbei (ca. 7 km).

### Vereinswesen
- Gemeinschaftsgrundschule mit Turnhalle
- Städtischer Kindergarten
- Freiwillige Feuerwehr Marienhagen
- Gemeinnütziger Heimat- und Verschönerungsverein Marienhagen/Pergenroth e. V.
- Fußballverein VfR Marienhagen 1930 e. V.
- Angelverein

## Religion
- Ev. Kirche Marienhagen
- Kath. Kirche St. Martin Marienhagen (Arch. Erwin Schiffer, Köln 1962–63)

## Persönlichkeiten
- Jürgen Klein (1949–2006), in Marienhagen geborener Fußballspieler
- Frank Betker (* 1960), in Marienhagen geborener Stadtsoziologe und Hochschullehrer